# Soconusco (Region)

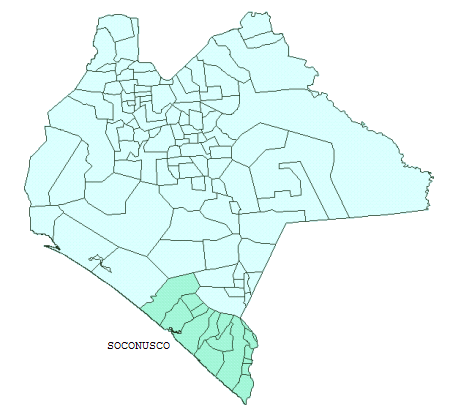
Der mexikanische Teil der Region Soconusco im Bundesstaat Chiapas

Soconusco bezeichnet eine historische Region und Verwaltungseinheit in Mittelamerika, zu der sowohl Gebiete in Mexiko als auch in Guatemala gehören. Die Stadt Tapachula gilt als die heimliche Hauptstadt von Soconusco.

## Lage
Das geographische Gebiet von Soconusco (Fläche 5776 km²) umfasst den äußersten Südosten Mexikos sowie einen schmalen Grenzstreifen im Südwesten Guatemalas. (Manche Autoren dehnen die historischen Grenzen weiter nach Westen bzw. weiter nach Osten aus.) Obwohl Soconusco nur ca. 7 % der Landfläche des Bundesstaates Chiapas ausmacht, leben in dieser Region ca. 18 % der Bevölkerung von Chiapas – mithin also etwa 1 Million Menschen. Soconusco gehört somit zu den dichtbesiedeltsten und wohlhabendsten Regionen Mexikos.

Aztekische Glyphe für die Region Xoconochco (Codex Mendoza)

## Toponyme
Der Nahuatl-Name Xoconochco bedeutet etwa so viel wie „Land der Kaktusfrucht“, wobei im tropischen Klima ausgerechnet Kakteen und Opuntien nur in den etwas trockeneren Bergregionen gedeihen. Der Maya-Name in der Quiché-Sprache lautet Zaklohpakab, was in etwa mit „Land der Vorfahren“ übersetzt werden kann.

## Geographie und Municipios
Die Provinz Soconusco ist geographisch geprägt durch drei Zonen: die Küsten, das fruchtbare Hinterland und die Berge der Sierra Madre. Die Höhe der Berggipfel reicht von 4064 m im Osten (Vulkan Tacaná) bis 2460 m im Westen (Cerro de Tres Picos).
Im mexikanischen Chiapas bildet Soconusco heute eine der ökonomischen Regionen des Bundesstaates und setzt sich aus folgenden 15 Verwaltungsbezirken (municipios) zusammen: Acacoyagua, Acapetahua, Cacahoatán, Escuintla, Frontera Hidalgo, Huehuetán, Huixtla, Mazatán, Metapa, Villa Comaltitlán, Suchiate, Tapachula, Tuxtla Chico, Unión Juárez und Tuzantán. Auf guatemaltekischer Seite sind die Municipios Ocos und Ayutla zu nennen.

## Klima
Das gesamte Gebiet der ehemaligen Provinz von Soconusco liegt in der tropischen Klimazone. Die Jahresdurchschnittstemperaturen sind abhängig von der Lage: in Küstennähe ist es extrem heiß und schwül; die Temperaturen erreichen manchmal 45°. Im Hinterland ist es etwas erträglicher – die Durchschnittstemperaturen liegen meist bei 30° bis 35°; aufgrund der häufigen Regenfälle ist es aber auch hier vergleichsweise schwül. Die Temperaturen in den trockeneren Bergregionen sind etwas angenehmer; deshalb eignen sich die Täler am Fuß der Berge gut für Ausflüge und Wanderungen.

## Wirtschaft

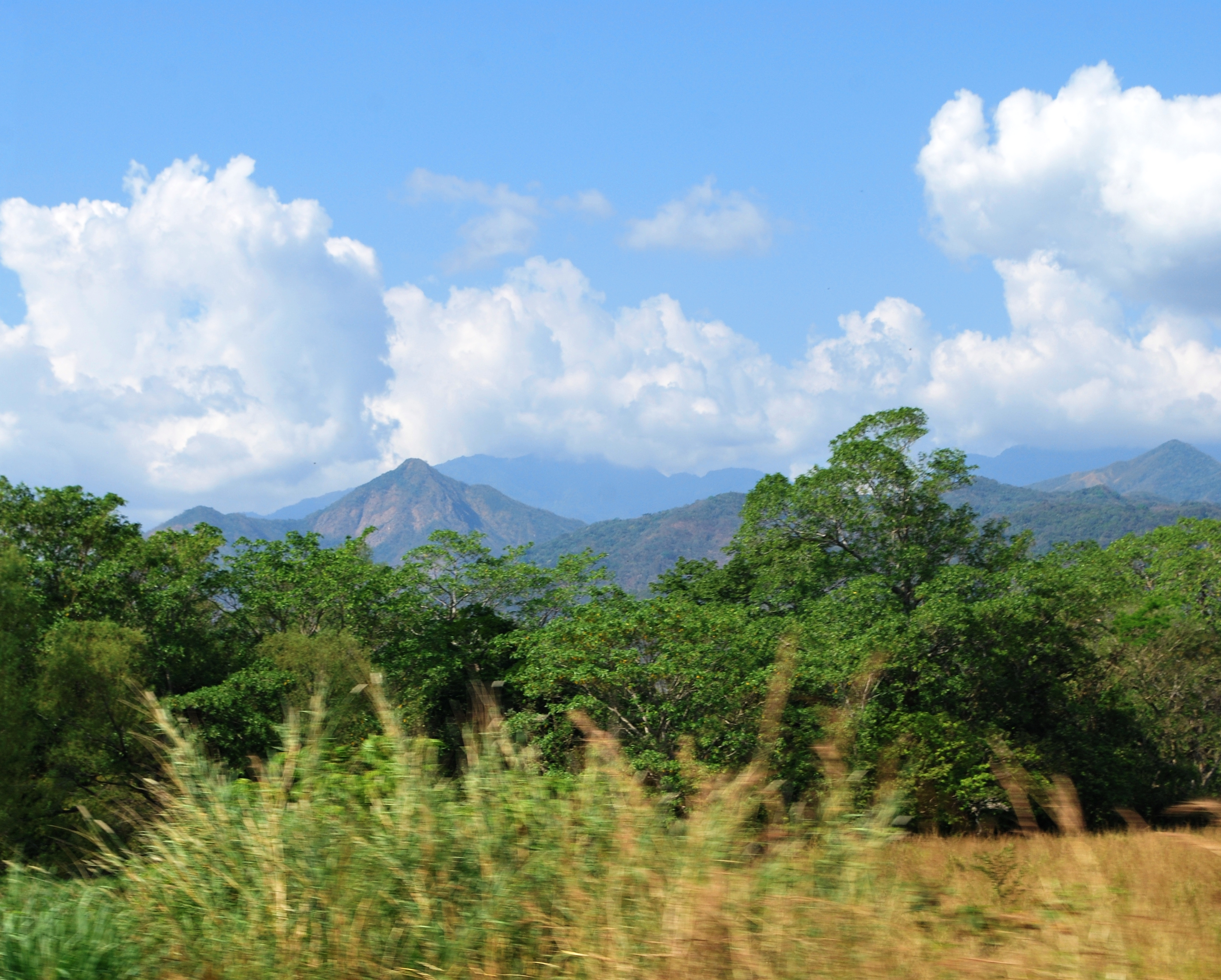
Berge im Municipio Huixtla

An den Küsten und in den Küstenseen wurde schon in vorspanischer Zeit Fischfang betrieben; ob die Fische ausschließlich der Selbstversorgung dienten oder auch ins Hinterland verhandelt wurden, was bei dem tropischen Klima eher unwahrscheinlich war, ist nicht geklärt. Daneben bildete der Anbau von Mais und Bohnen – wie überall in Mittelamerika – die wesentliche Grundlage für die Ernährung der Bewohner. Mit den verbesserten Kühl- und Transportbedingungen werden Fische und Meeresfrüchte bis ins Hochland von Mexiko verhandelt. Seit den 1970er Jahren spielt auch der Strandtourismus eine zunehmende Rolle im Wirtschaftsleben.
Vor allem in der spätkolonialen Zeit wandelte sich das Hinterland von einer durch Viehzucht, Zuckerrohr- und Baumwollfeldern geprägten Landschaft zu einer Plantagenwirtschaft: Hier gedeihen heute hitze- und feuchtigkeitsliebende Früchte wie Kakao, Bananen, Mangos, Papayas, Sternfrüchte (caramboles) und Rambutan, eine Litschi-ähnliche Frucht aus Südostasien.
Die Gebiete zu Füßen der Berge sind ideal geeignet für den Kaffeeanbau, der vor allem in der Region um Unión Juárez gute Qualitäten und Erträge hervorbringt. Daneben spielt auch hier der Erholungstourismus eine Rolle im Wirtschaftsleben.

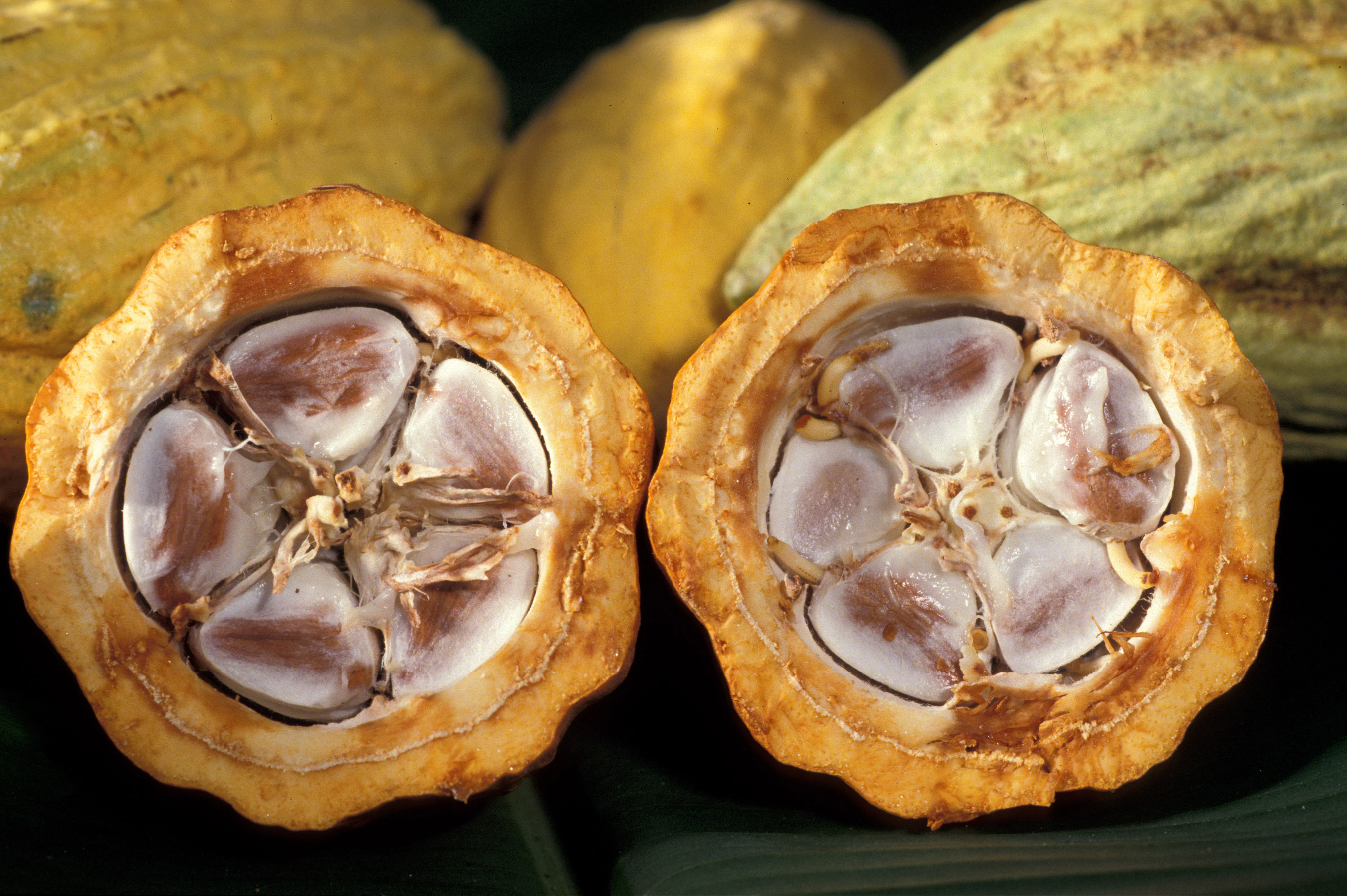
Kakao
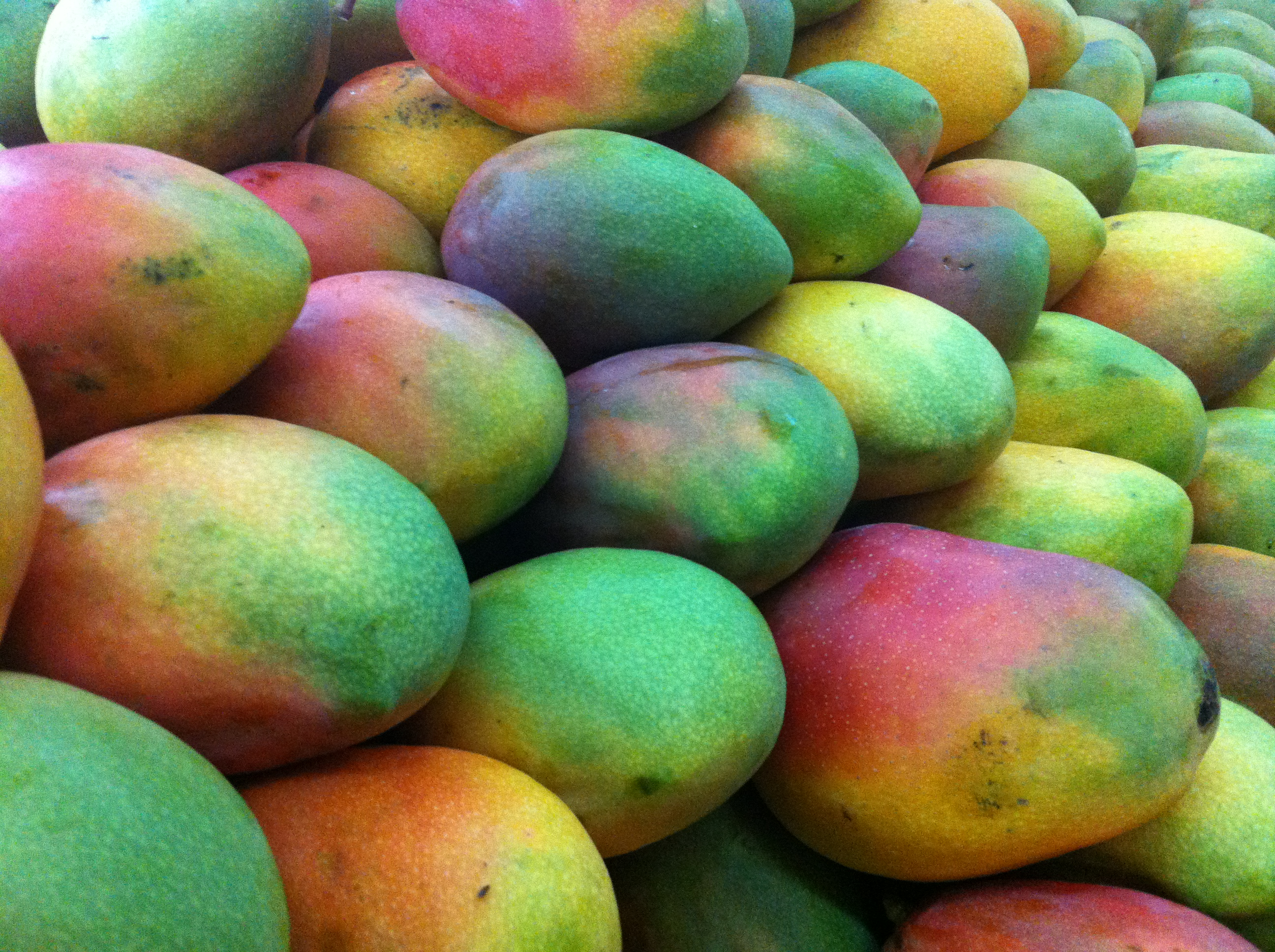
Mangos
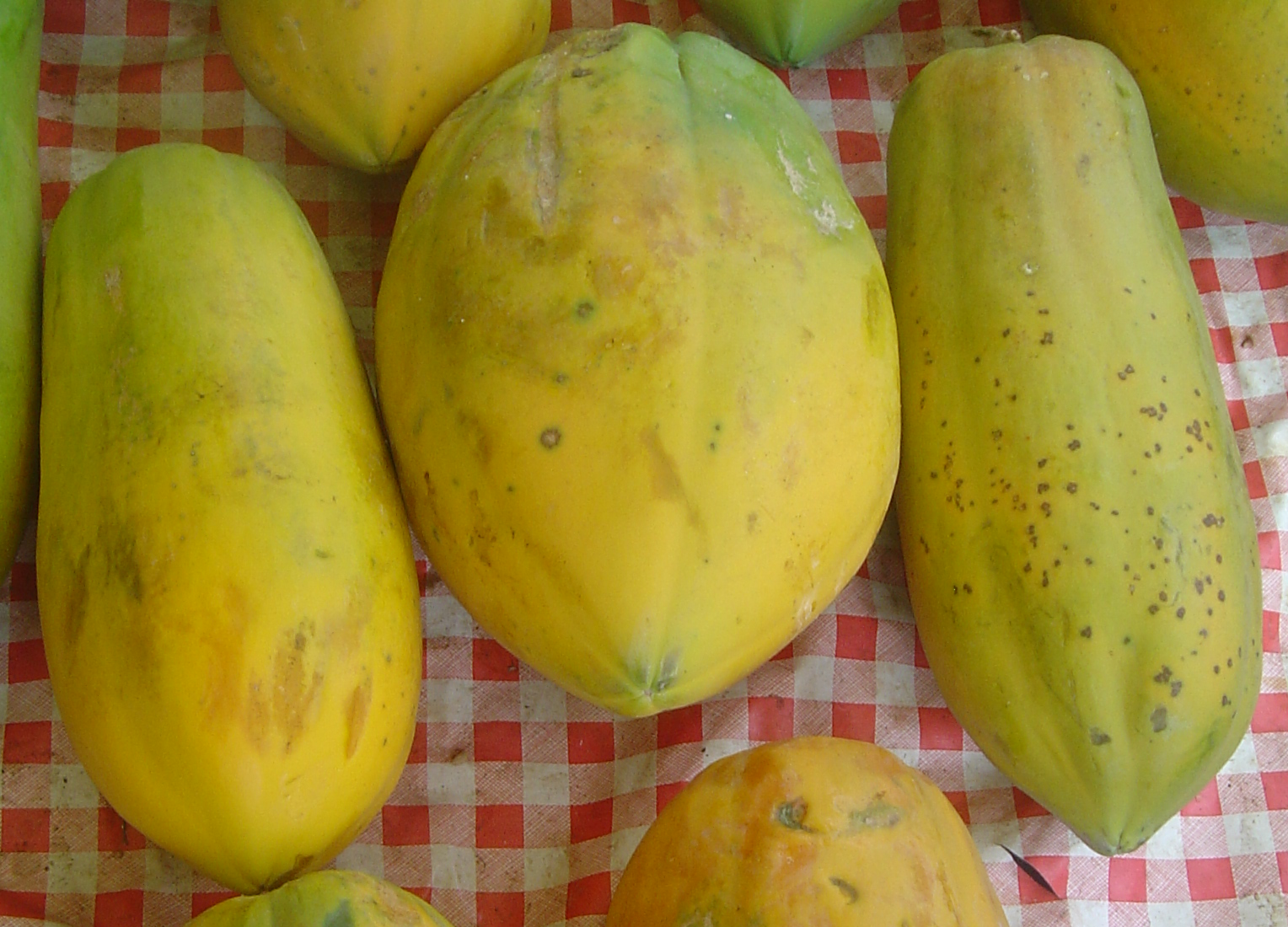
Papayas
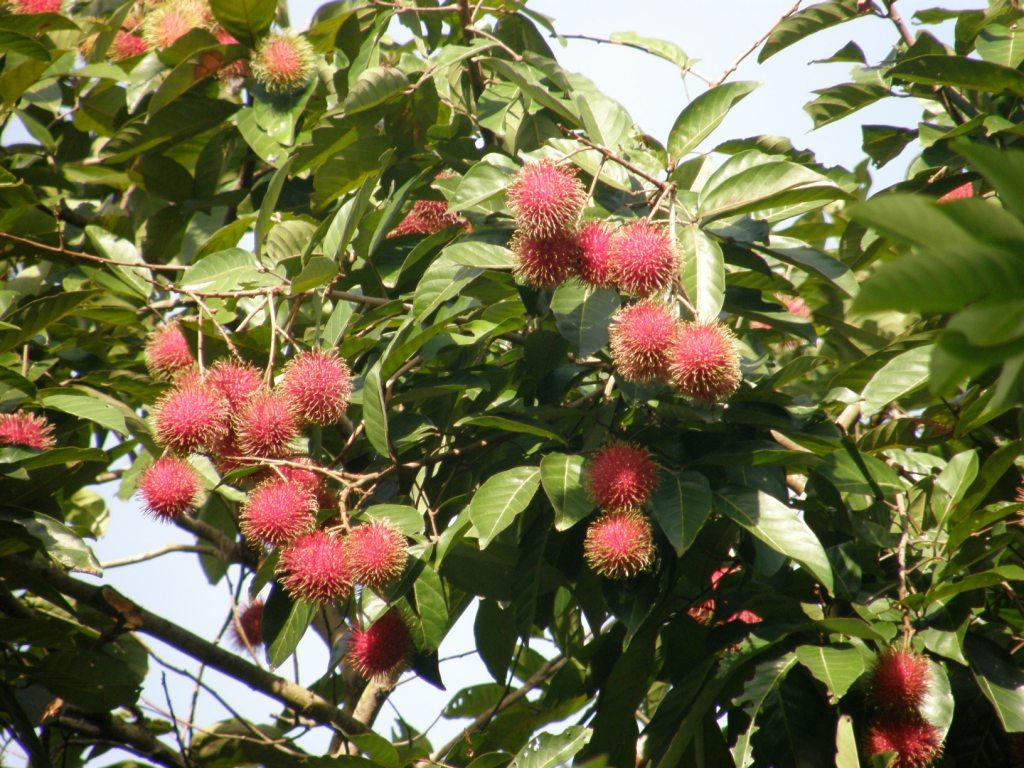
Rambutan-Früchte

## Geschichte

### Präspanische Zeit

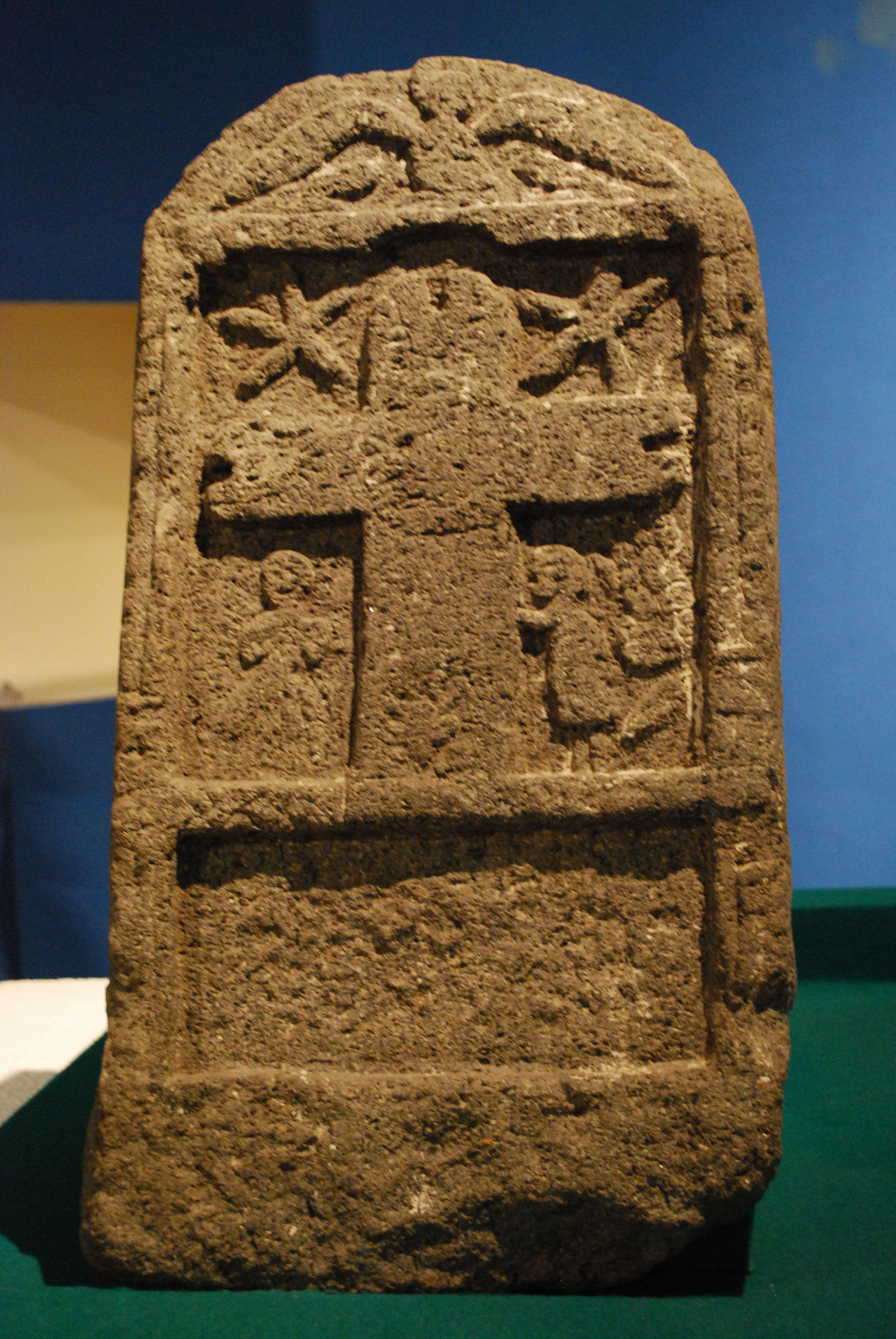
Spanischer Grabstein mit Tatzenkreuz, Engeln und Sternen – darüber eine Taube (16. Jh.)

Möglicherweise noch vor den Olmeken an der Golfküste entwickelte sich um 1700 v. Chr. im Gebiet von Soconusco die Mokaya-Kultur („Maisleute“ in der Mixe-Zoque-Sprache) – eine der ältesten Kulturen Mesoamerikas. Bislang sind allerdings keine architektonischen Spuren dieser Kultur entdeckt worden, sondern nur Keramikreste; dennoch sind einige Forscher der Ansicht, dass die Mokaya-Kultur anregend gewirkt hat auf das Entstehen der olmekischen Kultur. Ein anderes frühes Zentrum im Gebiet von Soconusco war Izapa, dessen Spuren bis in die Zeit um 1500 v. Chr. zurückreichen. Im Jahre 1486 eroberte der Aztekenherrscher Ahuitzotl die Region, aus welcher bereits zuvor (bereits verarbeitete?) Baumwolle, Vogelfedern, Jaguarfelle und Kakao als Handelswaren nach Tenochtitlán gelangt waren. Die Bevölkerung widersetzte sich jedoch der Fremdherrschaft und so musste Moctezuma II. in den Jahren 1502 und 1505 Truppen in die Region entsenden.

### Kolonialzeit
Zu Beginn des Eroberungszuges der Spanier unter Pedro de Alvarado hatte die Region Soconusco schätzungsweise etwa 75.000 Einwohner; nach der spanischen Eroberung führten vor allem Krankheiten zu einer deutlichen Abnahme der Bevölkerung. Im Jahre 1526 wurde Soconusco in den Rang einer Provinz erhoben und erhielt einen Gouverneur; Ende des 16. Jahrhunderts unternahm auch Miguel de Cervantes Anstrengungen, diesen einträglichen Posten zu erhalten. Im Jahr 1543 kam Chiapas und damit auch Socunusco unter die Gerichtshoheit (Real Audiencia) von Guatemala, wodurch die – bereits seit langem existierenden – engen kulturellen Bindungen zu Zentralamerika auch von der spanischen Krone anerkannt und bestätigt wurden. Doch bereits etwa 20 Jahre später wurde die Hauptstadt der Audiencia von Guatemala nach Panama verlegt, und Chiapas fiel vorübergehend wieder unter die Gerichtshoheit von Mexiko. Im Jahr 1568 wurde das Generalkapitanat Guatemala errichtet – Chiapas und Soconusco wurden Teile davon. Huehuetán war die Hauptstadt der Provinz Soconusco seit 1540, später wurde es Escuintla und zuletzt – nach der Auflösung und endgültigen Angliederung der Provinz an Chiapas im Jahr 1790 – Tapachula (seit 1794).
Die wiederholt schlechte Behandlung der Indios durch die Großgrundbesitzer führte im 18. Jahrhundert zu Aufständen und einem Bevölkerungsrückgang. Die Spanier in Soconusco und im südlichen Bergland von Chiapas gehörten zu den ersten Befürwortern einer Loslösung von Spanien; Chiapas erklärte ebenso Mexiko im Jahr 1821 seine Unabhängigkeit. Doch musste man sich aus wirtschaftlichen und militärischen Gründen entweder für den Anschluss an Mexiko oder für den an Mittelamerika (Centroamerica) entscheiden. Mexiko annektierte Chiapas im Jahr 1824 formell in sein Staatsgebiet, doch blieb die politische Zugehörigkeit umstritten, da viele spanische Großgrundbesitzer, aber auch weite Teile der Mestizen-Bevölkerung Soconuscos die mittelamerikanische bzw. guatemaltekische Lösung favorisierten. Der zeitweise auch militärisch ausgetragene Konflikt wurde erst im Jahre 1882 entschieden – als Grenze wurde der Río Suchiate festgelegt, und bis auf einen kleinen Teil im Südwesten Guatemalas gehört die ehemalige Provinz seit dieser Zeit zu Mexiko. Doch es gibt immer noch vereinzelte Stimmen, die eine Unabhängigkeit, mindestens aber eine größere Eigenständigkeit Soconuscos fordern.

## Sehenswürdigkeiten

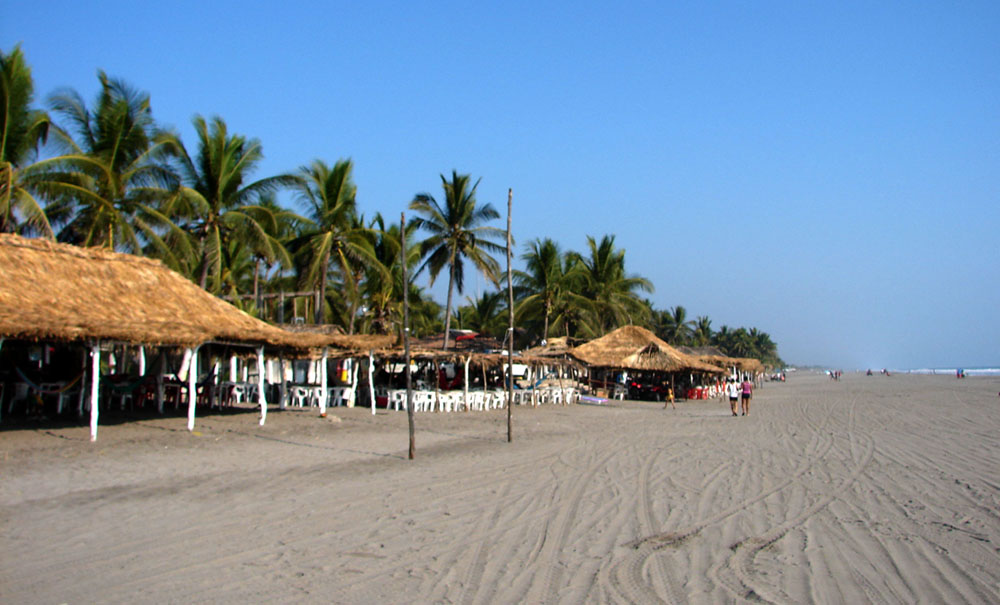
Strand bei Puerto Arista

Neben den landschaftlichen Attraktionen (Meer, Strände, Waldgebiete und Berge) gibt es auch mehrere Sehenswürdigkeiten kultureller Art: In erster Linie ist die präspanische Stadt Izapa zu nennen, deren Ursprünge bis um 1500 v. Chr. zurückreichen; es folgen die als Iglesia Vieja bezeichnete Ruinenstätte bei Tonalá und andere kleinere Fundorte in der Umgebung. Teile der Funde sind in Museen von Tapachula, Tonalá und Tuxtla Gutiérrez ausgestellt (Museo Arqueológico del Soconusco en Tapachula, Museo Arqueológico de Tonalá und Museo Regional de Chiapas).
Imposante kolonialzeitliche Bauten sind eher selten – das ehemalige Franziskanerkloster San Francisco de Asís in Tonalá ist der bedeutendste von allen.

## Fauna und Flora
Obwohl das beinahe tropische Klima die Artenvielfalt der Tier- und Pflanzenwelt enorm fördert, ist infolge der dichten Besiedlung und wirtschaftlichen Ausbeutung der Flächen durch den Menschen von der einstmals vorhandenen Diversifizität nicht viel übriggeblieben. Es wurden allerdings mehrere kleinere Schutzgebiete eingerichtet – ob diese allerdings tatsächlich in erster Linie dem Artenschutz dienen, oder eher als Ausflugsgebiete anzusehen sind, ist nicht ganz klar.

## Persönlichkeiten
- Fray Matías de Córdova y Ordóñez (1768–1828), Mönch und Befürworter der Unabhängigkeit von Soconusco/Chiapas
- Sebastián Escobar (1831–1893), General und Gouverneur von Chiapas
- Augusto Enrique Villarreal Quezada (1934–2005), Schriftsteller und Journalist; Kämpfer für die Loslösung der Provinz Soconusco von Chiapas